# Talsperre Keddara
Die Talsperre Keddara (französisch Barrage de Keddara) liegt in Algerien in der Kommune Kherrouba, Provinz Boumerdes. Sie staut den Oued Boudouaou zu einem Stausee auf. Algier befindet sich ca. 35 km westlich der Talsperre.
Die Talsperre wurde von 1982 bis 1987 errichtet. Sie dient der Trinkwasserversorgung.

## Absperrbauwerk
Das Absperrbauwerk ist ein Steinschüttdamm mit Tonkern mit einer Höhe von 106 (bzw. 108) m und einer Kronenlänge von 468 (bzw. 470) m. Die Breite des Staudamms beträgt an der Basis 380 m und an der Krone 12 m. Das Volumen des Bauwerks liegt bei 4,081 Mio. m³. Die Staumauer verfügt sowohl über einen Grundablass als auch über eine Hochwasserentlastung.

## Stausee
Bei Vollstau erstreckt sich der Stausee über eine Fläche von rund 5,2 km² und fasst 145,6 Mio. m³ Wasser.

## Sonstiges
Die Talsperre Keddara überstand das Boumerdès-Erdbeben am 21. Mai 2003 ohne Schäden.